# Communauté de communes Berry Loire Vauvise
Pour les articles homonymes, voir Cœur de France.
La communauté de communes Berry Loire Vauvise, est une communauté de communes française, située dans le département du Cher.

## Géographie

### Géographie physique
Située à l'est du département du Cher, la communauté de communes Berry-Loire-Vauvise regroupe 14 communes et présente une superficie de 277,2 km2.

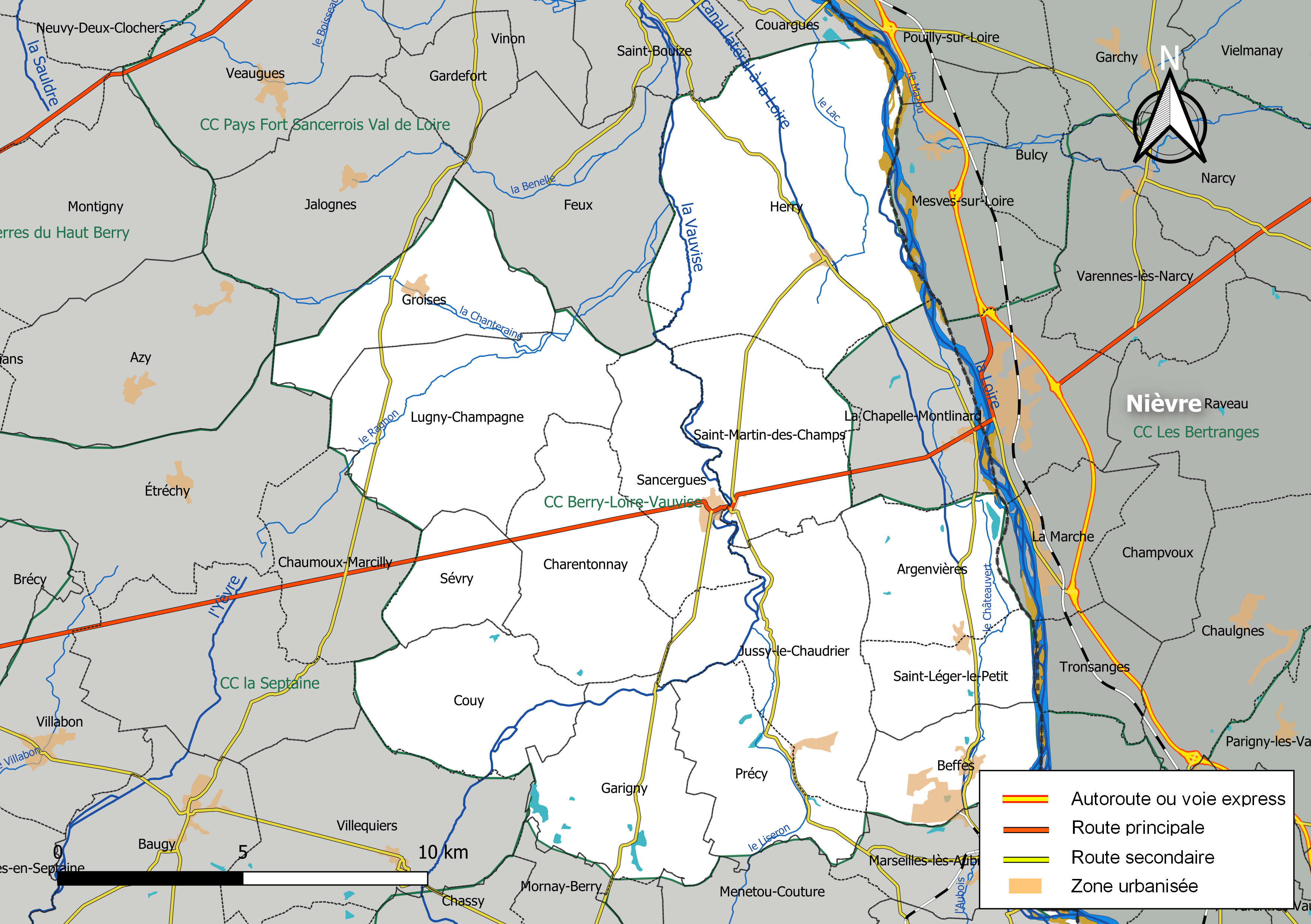
Carte de la communauté de communes Berry-Loire-Vauvise au 1er janvier 2019.

### Composition
La communauté de communes est composée des 14 communes suivantes :

| Nom                     | Code Insee | Gentilé      | Superficie (km2) | Population (dernière pop. légale) | Densité (hab./km2) |
| ----------------------- | ---------- | ------------ | ---------------- | --------------------------------- | ------------------ |
| Sancergues (siège)      | 18240      | Sancerguois  | 15,53            | 626 (2022)                        | 40                 |
| Argenvières             | 18012      | Argenviérois | 14,72            | 439 (2022)                        | 30                 |
| Beffes                  | 18025      | Beffois      | 11,83            | 598 (2022)                        | 51                 |
| Charentonnay            | 18053      | Carentinois  | 21,85            | 287 (2022)                        | 13                 |
| Couy                    | 18077      | Coiatiens    | 18,36            | 376 (2022)                        | 20                 |
| Garigny                 | 18099      | Variniacois  | 19,66            | 220 (2022)                        | 11                 |
| Groises                 | 18104      | Groisiens    | 17,63            | 131 (2022)                        | 7,4                |
| Herry                   | 18110      | Herrissons   | 49,87            | 959 (2022)                        | 19                 |
| Jussy-le-Chaudrier      | 18120      | Jussyssois   | 25,73            | 578 (2022)                        | 22                 |
| Lugny-Champagne         | 18132      |              | 29,54            | 140 (2022)                        | 4,7                |
| Précy                   | 18184      | Précysois    | 14,45            | 354 (2022)                        | 24                 |
| Saint-Léger-le-Petit    | 18220      |              | 10,05            | 354 (2022)                        | 35                 |
| Saint-Martin-des-Champs | 18224      | Martinois    | 18,96            | 303 (2022)                        | 16                 |
| Sévry                   | 18251      | Sevriens     | 9,04             | 62 (2022)                         | 6,9                |

## Historique
| Période | Période  | Identité          | Étiquette | Qualité                           |
| ------- | -------- | ----------------- | --------- | --------------------------------- |
| 2013    | 2014     | André Villette    |           |                                   |
| 2014    | En cours | Jean-Luc Charache | DVD       | Maire de Sancergues (depuis 2008) |